# درمنه کاروثی

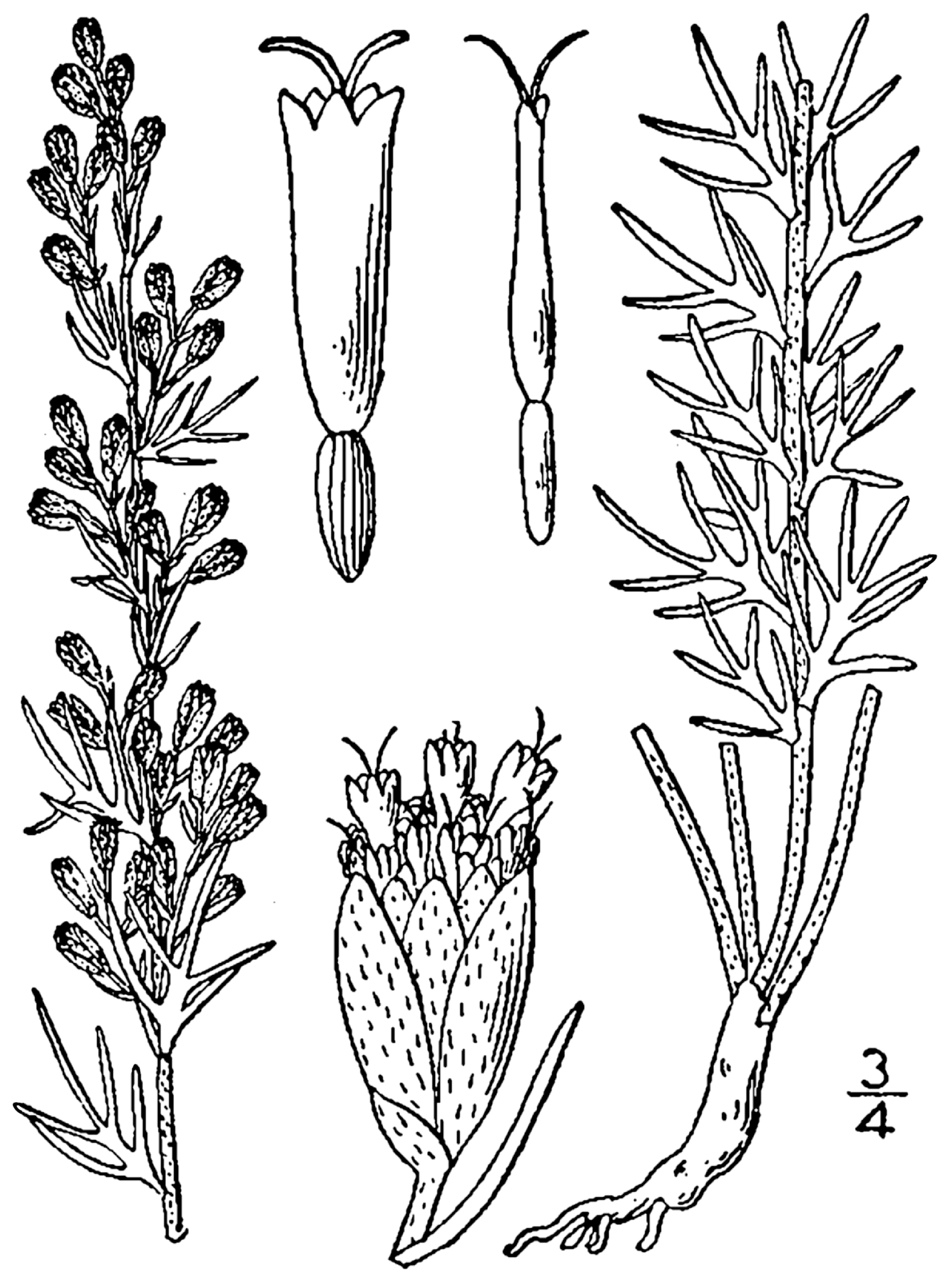
Artemisia carruthii Alph. چوب سابق کاروت. - مریم گلی کاروثی

 درمنه کاروثی(نام علمی: Artemisia carruthii) نام یک گونه از سرده درمنه‌ها است.